# Jeromín (pel·lícula)
Jeromín és una pel·lícula espanyola dirigida en 1953 per Luis Lucia. Inspirada en la novel·la homònima de Luis Coloma Roldán, encara que divergeix substancialment d'ella en despullar-la dels seus traços històrics.

## Argument
Amb la biografia lliure de Joan d'Àustria, l'heroi espanyol de Flandes i germà de Felip II, com a argument, la cinta és una lloança a l'Espanya imperial de Carles V.

## Repartiment
- Jaime Blanch - Don Juan de Austria 'Jeromín'
- Ana Mariscal - Doña Magdalena de Ulloa
- Rafael Durán - Don Luis de Quijada
- Jesús Tordesillas - Carles V
- Adolfo Marsillach - Felip II
- Antonio Riquelme - Diego Ruiz
- Valeriano Andrés
- Manuel Arbó
- Francisco Bernal
- Irene Caba Alba
- Ana de Leyva
- Adela Carboné
- Ramón Elías
- Casimiro Hurtado
- Quico Juanes
- Delia Luna  - Beatriz
- Arturo Marín
- Nicolás D. Perchicot
- Luis Pérez de León
- José Sepúlveda

## Premis
Novena edició de les Medalles del Cercle d'Escriptors Cinematogràfics
| Categoria              | Nominats            | Resultat   |
| ---------------------- | ------------------- | ---------- |
| Millor pel·lícula      | Millor pel·lícula   | Guanyadora |
| Millor director        | Luis Lucia          | Guanyador  |
| Millor actor secundari | Antonio Riquelme    | Guanyador  |
| Millors decorats       | Luis Pérez Espinosa | Guanyador  |

L'Associació d'Actors li va atorgar els premis a la millor pel·lícula i el millor actor de repartiment (Antonio Riquelme).
La pel·lícula va aconseguir un premi econòmic de 400.000 ptes, als premis del Sindicat Nacional de l'Espectacle de 1953.